# 천젠 (정치인)
천젠(陈健, 1952년 7월 출생)은 중화인민공화국 상무부 차관이다. 1969년 5월에 사회생활을 시작해 1976년 1월에 중국공산당에 입당했다. 베이징 제2외국어 대학에서 스페인어를 전공하고 수석 국제 경영 기술자라는 직함을 갖고 있다.
천젠은 대외경제관계부(MERFC) 정무부, MERFC 제2국, 기니비사우 주재 중국 대사관 경제상담실, 외교부에서 근무했다. 대외경제통상부의 인사 및 교육. 1992년부터 아르헨티나 주재 중국대사관 경제·상업 참사관을 역임했다. 1994년부터 중국국립해외공정공사(China National Overseas Engineering Corporation)의 차장 및 차장을 역임했다. 1998년에는 대외무역경제협력부(MOFTEC) 대외경제협력국장으로 임명됐다.
2008년 4월 천 총리는 상무부 차관 겸 상무부 CPC 지도부 위원으로 임명됐다. 해외 투자 및 국제 협력부, 아시아부, 중국 국제 계약자 협회, 중국 국제 엔지니어링 컨설턴트 협회, 중국 국제 경제 협력 협회, 중국 국제 다국적 기업 진흥 협의회를 감독한다.
2013년 6월, 장야오핑과 천젠이 상무부 차관 겸 CPC 지도부 위원직에서 해임되었고, 가오옌과 팡아이칭이 그 뒤를 이었다.